# Tamara Michailowna Butajewa
Tamara Michailowna Butajewa (russisch Тамара Михайловна Бутаева; * 12. Junijul. / 25. Juni 1912greg. in Baku; † 1998 in Wladikawkas) war eine sowjetisch-russische Architektin und Stadtplanerin.

## Leben
Butajewa studierte in Baku am Aserbaidschanischen Polytechnischen Institut in der Fakultät für Bauwesen mit Abschluss 1936.
Nach dem Studium ging Butajewa nach Ordschonikidse (benannt nach Grigori Konstantinowitsch Ordschonikidse) und wurde Architektin in der 1. Architektur-Planungswerkstatt des Volkskommissariats für Kommunalwirtschaft der Nordossetischen ASSR. 1943 wechselte sie in das Bauprojektierungskontor Sewosprojekt für Nordossetien.
1946 wurde Butajewa Mitarbeiterin des Moskauer Projektierungsinstituts Gipromes für Metallurgie-Werke im Zivilbau-Sektor.
1948 kehrte Butajewa nach Nordossetien zurück und arbeitete in der Architekturplanungswerkstatt der Architekturverwaltung der Nordossetischen ASSR. 1950 wurde sie wieder Architektin im Bauprojektierungskontor Sewosprojekt.
1964 wurde Butajewa Chefingenieurin des nordossetischen Bauprojektierungsinstituts Sewosgraschdanprojekt. 1971 wurde sie dort Chefarchitektin (bis 1994).
Ab 1998 leitete Butajewa eine Architektengruppe. Sie war Mitglied der Architektenunion Russlands.
2012 wurde an dem Haus, in dem Butajewa lebte, eine Gedenktafel von dem Bildhauer Ruslan Dschanajew angebracht.

## Ehrungen
- Ehrenzeichen der Sowjetunion (1966)[2]
- Verdiente Architektin der RSFSR (1974)[2]

## Projekte
in Wladikawkas:
- Hotel Kawkas (1949, Architektur-Denkmal)
- Nordossetisches Staatliches Opern- und Ballett-Theater (1956–1958, seit 2017 Filiale des St. Petersburger Mariinski-Theaters)
- Telezentrum mit Fernsehturm (1959)
- Republik-Stadion Spartak (1960–1962)
- Hauptgebäude der Staatlichen Bergbau- und Agraruniversität
- Generalplan für Beslan

an anderen Orten:
- Lermontow-Theater, Grosny
- Sanatoriumskomplex mit 300 Plätzen, Kislowodsk
- Generalplan für den Prawobereschny Rajon von Magnitogorsk

Musterprojekte:
- Feriendorf mit 500 Plätzen
- Sanatoriumskomplex mit Kurhotels mit 1000 Plätzen
- Einkaufszentrum mit Räumen von 1000 m²
- Kulturpalast mit Saal mit 600 Plätzen

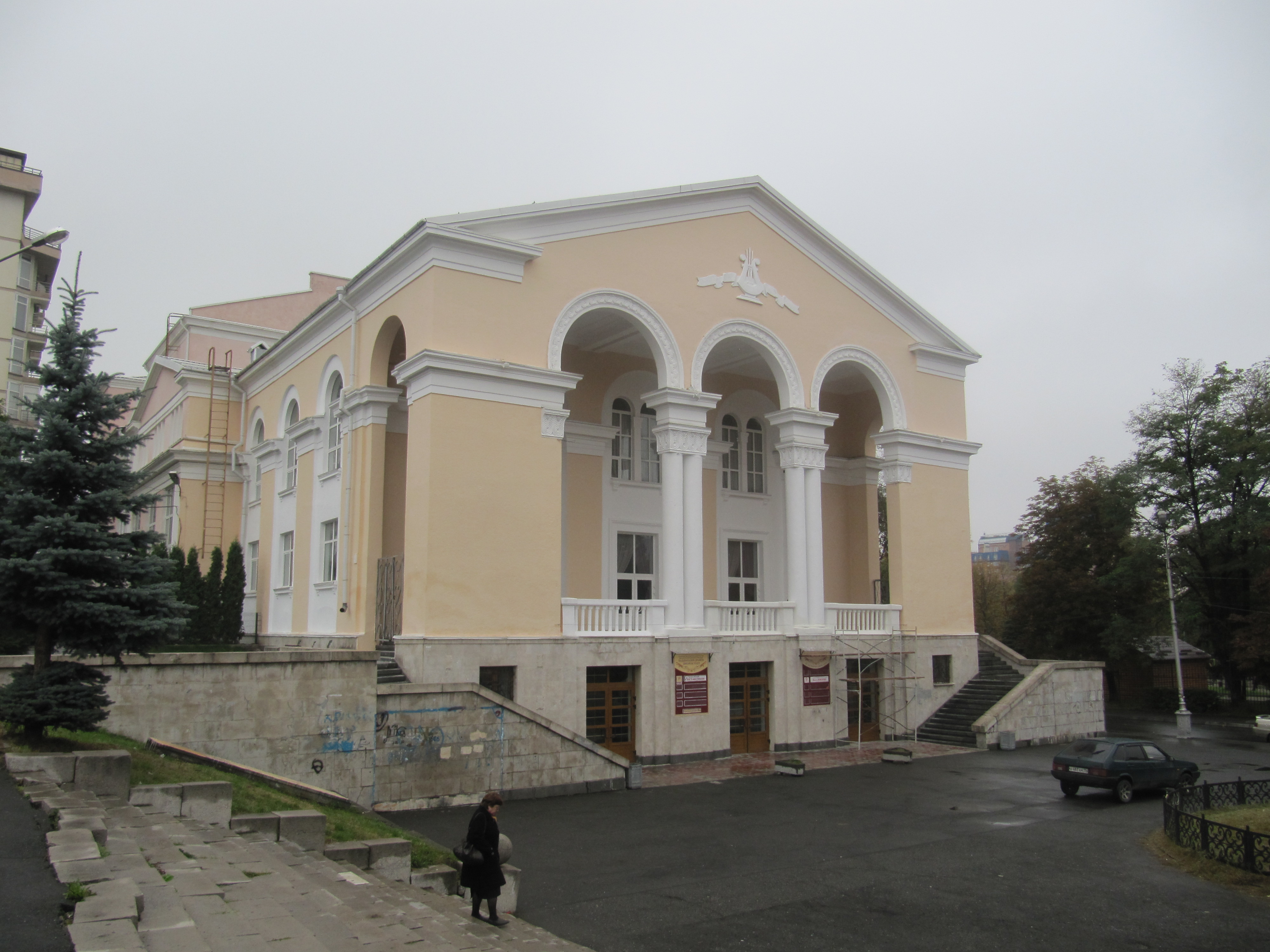
Opern- und Ballett-Theater, Wladikawkas
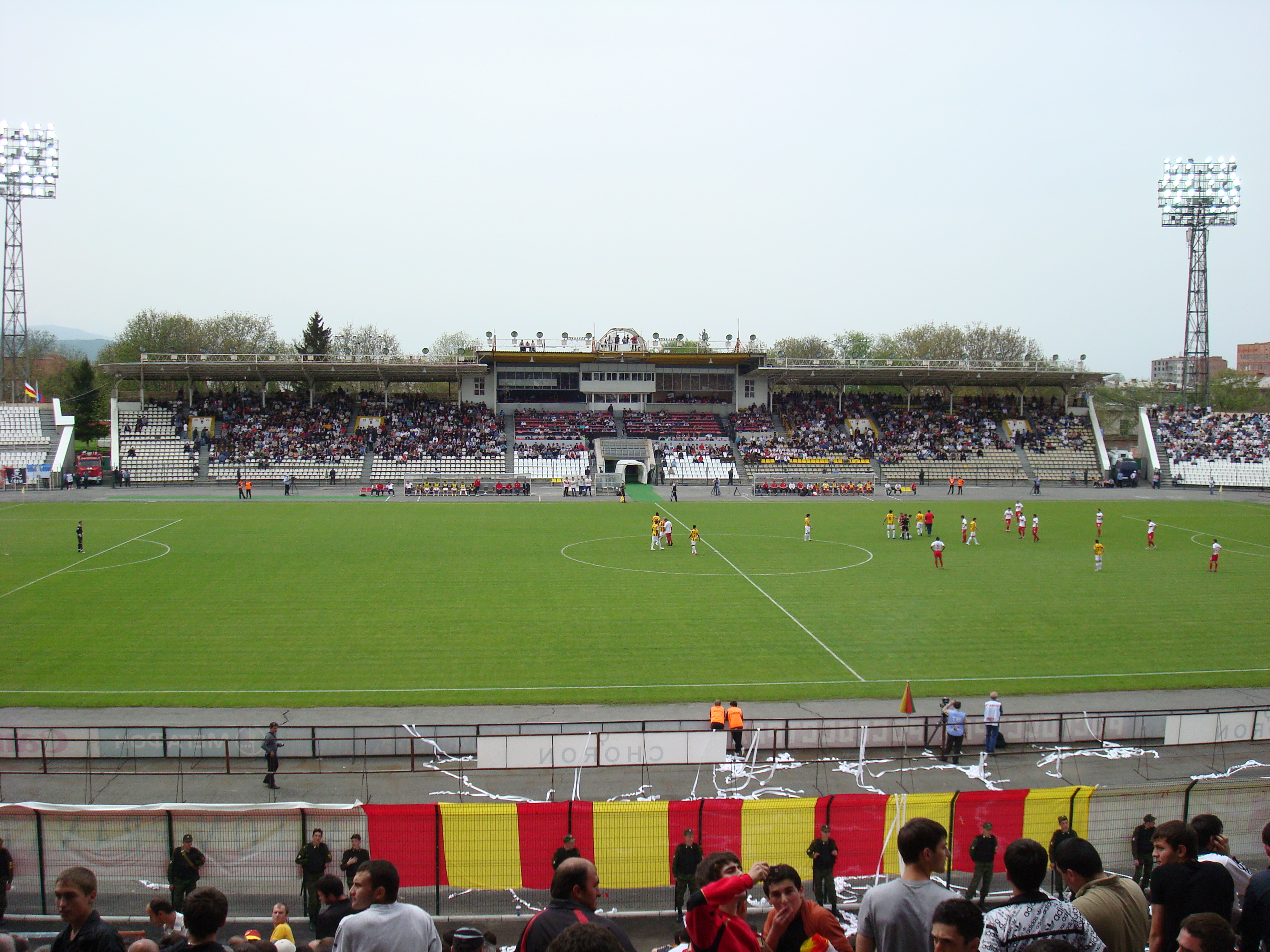
Stadion Spartak, Wladikawkas
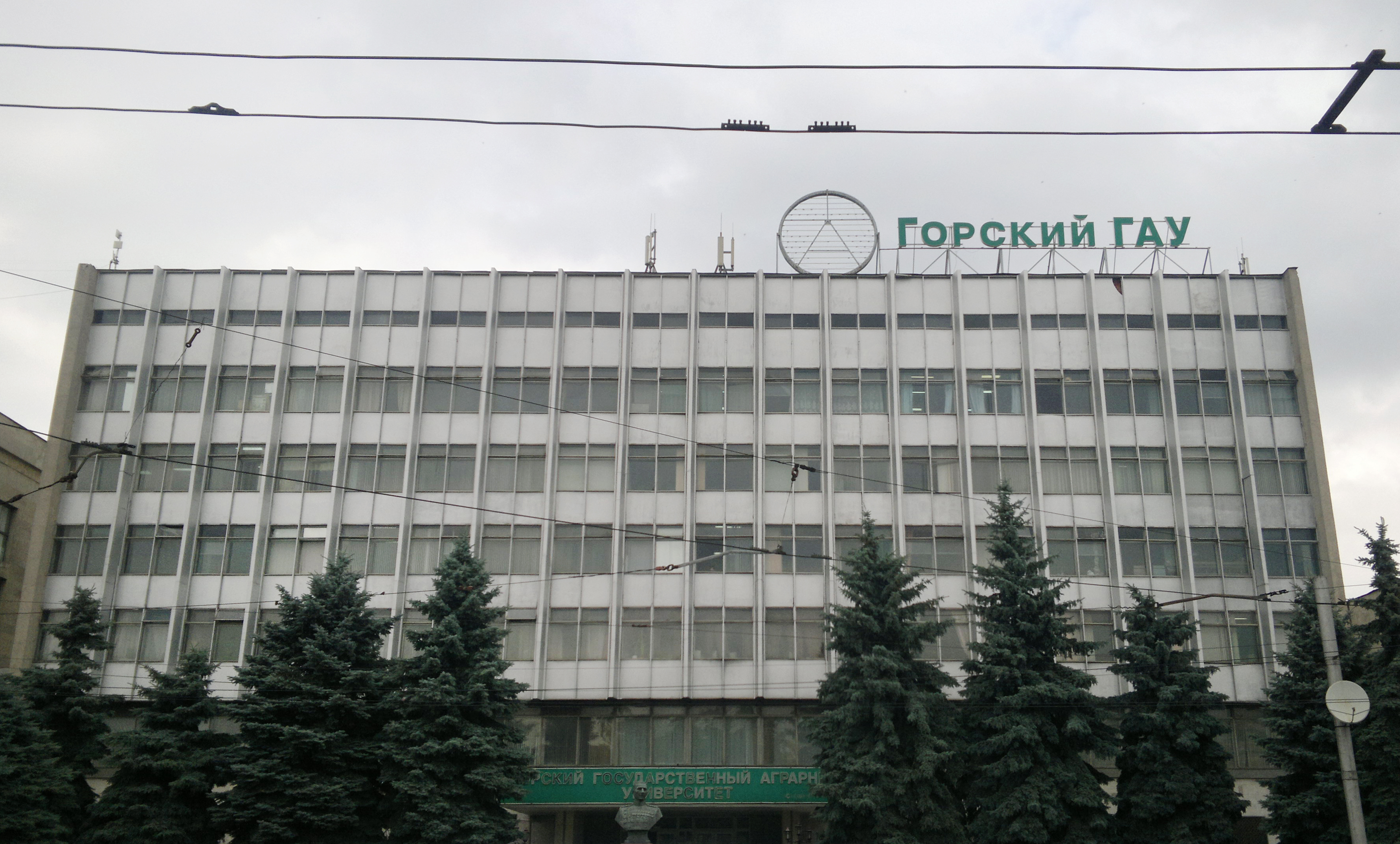
Staatliche Bergbau- und Agraruniversität, Wladikawkas